# Groesbeck
Groesbeck és una concentració de població designada pel cens dels Estats Units a l'estat d'Ohio. Segons el cens del 2000 tenia 7.202 habitants.

## Demografia
Segons el cens del 2000, Groesbeck tenia 7.202 habitants, 2.771 habitatges, i 1.986 famílies. La densitat de població era de 945,8 habitants/km².
Dels 2.771 habitatges en un 36,1% hi vivien nens de menys de 18 anys, en un 56% hi vivien parelles casades, en un 11,7% dones solteres, i en un 28,3% no eren unitats familiars. En el 24,5% dels habitatges hi vivien persones soles l'11,2% de les quals corresponia a persones de 65 anys o més que vivien soles. El nombre mitjà de persones vivint en cada habitatge era de 2,6 i el nombre mitjà de persones que vivien en cada família era de 3,11.
Per edats la població es repartia de la següent manera: un 27,7% tenia menys de 18 anys, un 8,1% entre 18 i 24, un 29% entre 25 i 44, un 20% de 45 a 60 i un 15,3% 65 anys o més.
L'edat mediana era de 36 anys. Per cada 100 dones de 18 o més anys hi havia 88 homes.
La renda mediana per habitatge era de 49.253 $ i la renda mediana per família de 56.843 $. Els homes tenien una renda mediana de 40.323 $ mentre que les dones 27.825 $. La renda per capita de la població era de 21.525 $. Aproximadament el 4,9% de les famílies i el 5,6% de la població estaven per davall del llindar de pobresa.

## Poblacions properes
El següent diagrama mostra les poblacions més properes.